# Episodi di Un passo dal cielo (prima stagione)
La prima stagione della serie televisiva Un passo dal cielo, formata da 12 episodi, è stata trasmessa su Rai 1 e Rai HD dal 10 aprile al 17 maggio 2011, per sei prime serate da due episodi ognuna. La regia è di Enrico Oldoini. La replica della fiction è stata trasmessa dall'8 luglio al 12 agosto 2012.
| n° | Titolo                 | Prima TV Italia |
| -- | ---------------------- | --------------- |
| 1  | Lo spirito del lupo    | 10 aprile 2011  |
| 2  | Il fantasma del mulino | 10 aprile 2011  |
| 3  | Il giorno del santo    | 17 aprile 2011  |
| 4  | La prova del fuoco     | 17 aprile 2011  |
| 5  | Il capriolo avvelenato | 24 aprile 2011  |
| 6  | Caccia al tesoro       | 24 aprile 2011  |
| 7  | Salvato dalle acque    | 2 maggio 2011   |
| 8  | Un salto nel vuoto     | 2 maggio 2011   |
| 9  | Il mostro del lago     | 9 maggio 2011   |
| 10 | L'ape regina           | 9 maggio 2011   |
| 11 | Il volo dell'aquila    | 17 maggio 2011  |
| 12 | La lacrima del gigante | 17 maggio 2011  |

## Lo spirito del lupo
- Diretto da: Enrico Oldoini
- Scritto da: Mario Ruggeri

### Trama
Nel paese di San Candido arriva il nuovo commissario, il napoletano Vincenzo Nappi, che non riesce ad ambientarsi bene, sentendo la lontananza da casa. Il commissario arrivato in paese scopre che essendo in ristrutturazione il commissariato, la polizia è ospitata in una caserma dove convivono con i forestali, che spesso si intromettono in indagini che non li riguardano aiutando la polizia. Il comandante della caserma è Pietro, il vice Felicino Scotton, conosciuto come Roccia.
Nonostante all'inizio il commissario non veda di buon occhio le intromissioni dei forestali, insieme a loro risolverà un caso d'omicidio di una ragazza, che sembra essere stata ammazzata di un lupo. Il neo commissario poiché privo di un posto dove dormire, condivide un alloggio con la veterinaria Silvia Bussolati, aiutante della forestale. Dopo la caccia al lupo si scopre che non è stato lui a provocare la morte della ragazza ma è stato un uomo.
- Citazione finale: <nessuna>
- Altri interpreti: Igor Bonelli (Davide), Christian Burruano (Mattia), Davide Paganini (Giuliano Pesotti), Alessandro Sanguigni (Marco Pesotti), Tatiana Luter (Lucia Pesotti), Licia Navarrini (Maria Pesotti), Andrea Buscemi (bracconiere), Rosario Coppolino (organizzatore dei combattimenti dei cani), Silvana Bosi (nonna Pesotti)
- Ascolti Italia: telespettatori 6 289 000 – share 22,80%[2]

## Il fantasma del mulino
- Diretto da: Enrico Oldoini
- Scritto da: Mario Ruggeri

### Trama
Un'antica leggenda locale narra di un fantasma di un bambino che si aggira per la foresta. Un anziano locale con il vizio di bere, Bepi, dice di averlo visto, e allo stesso tempo si registra la denuncia del rapimento di un bambino, figlio di impresari edili. Intanto arriva in paese Giorgio, nipote di Pietro, che sua madre ha voluto portare in un posto più tranquillo, dopo che lui era stato denunciato per incidente in stato di ebbrezza, assunzione di stupefacenti e tentata rapina in autogrill a Milano.
- Citazione finale: "Tre cose ci sono restate del paradiso: le stelle, i fiori e i bambini" (Dante Alighieri)
- Altri interpreti: Igor Bonelli (Davide), Giorgio De Virgiliis (Bepi), Michelangelo Tommaso (Piero Gotti), Stefano Alessandroni (Andrea Gotti), Alfredo Li Bassi (rapitore), Igor Horvat (amante della signora Gotti), Emmanuele Maria Gamboni (Martino Gotti), Samuela Sardo (signora Gotti)
- Ascolti Italia: telespettatori 5 671 000 – share 26,44%[2]

## Il giorno del santo
- Diretto da: Enrico Oldoini
- Scritto da: Francesca De Michelis

### Trama
Un giorno Pietro scopre che il suo amico eremita Taddeo, che viveva in solitudine nei resti del forte Prato Piazza, è morto. Sembrerebbe che l'amico sia morto da diversi giorni, ma stranamente il suo corpo è ottimamente conservato. Pietro dovrà indagare su questa storia assieme al comandante della polizia Nappi. La storia si intreccia con una vicenda di rifiuti tossici. Pietro intanto decide di non denunciare Giorgio, che ha distrutto un'auto della forestale: in cambio il ragazzo dovrà fare dei lavori per lui.
- Citazione finale: "La nuvola nasconde le stelle e canta vittoria. Ma poi svanisce. Le stelle durano" (Rabindranath Tagore)
- Altri interpreti: Igor Bonelli (Davide), Michele Maccagno (Rudi Bode), Giacomo Rabbi (Eric Bouvais), Claudia Coli (Margaret Bouvais), Davide Umiliata (Carlo Santini), Martin Abram (Tadeo George Bouvais), Hannes Holzer (ragazzo che chiede al commissario i soldi per le sigarette)
- Ascolti Italia: telespettatori 6 528 000 – share 23,40%[3]

## La prova del fuoco
- Diretto da: Enrico Oldoini
- Scritto da: Luisa Cotta Ramosino

### Trama
Nelle montagne di San Candido si susseguono numerosi incendi dolosi. Durante lo spegnimento di un incendio in un piccolo stabilimento di conserve, viene trovato morto il proprietario. Si scoprirà che la causa della morte non è stata l'incendio ma è stato assassinato.
- Citazione finale: "Ed ecco sul tronco si rompono gemme. Un verde più nuovo dell'erba ... E tutto mi sa di miracolo" (Quasimodo)
- Altri interpreti: Igor Bonelli (Davide), Alessandro Adriano (Bruno), Gianna Paola Scaffidi (signora Flores), Ilaria Serrato (Carla Flores), Paolo Romio (piromane), Gabriele Gallinari (Roberto Flores), Alberto Scala (Simone Dallaghi), Fabrizio Viganó (Riccardo Forlan)
- Ascolti Italia: telespettatori 5 708 000 – share 24,32%[3]

## Il capriolo avvelenato
- Diretto da: Enrico Oldoini
- Scritto da: Debora Alessi e Enrico Oldoini

### Trama
Nella malga di Assunta, durante un pranzo muore avvelenata una persona ben nota in paese. Subito le colpe ricadono sulla cuoca, a cucinare il capriolo incriminato è stata Chiara, la figlia non vedente di Roccia. Pietro si accorge subito che non può essere stata lei, e si mette ad indagare. Nel frattempo Vincenzo è roso dai sensi di colpa per aver baciato Silvia la sera della gara di ballo. A complicare le cose ci pensa Marcella, la sua fidanzata, che sta per arrivare a San Candido.
- Citazione finale: "Non piangere quando tramonta il sole. Le lacrime ti impedirebbero di vedere le stelle" (Rabindranath Tagore)
- Altri interpreti: Igor Bonelli (Davide), Serena Bonanno (Elena Vennolio), Christian Burruano (Mattia), Cristian Stelluti (amico arrabbiato di Mario), Massimo Sacilotto (Mario Vennolio), Rocco Ciarmoli (benzinaio), Adriano Chiaramida (Giuseppe), Marco Bonini (Vittorio), Riccardo Polizzy Carbonelli (Enrico Gualtieri)
- Ascolti Italia: telespettatori 5 742 000 – share 24,09%[4]

## Caccia al tesoro
- Diretto da: Enrico Oldoini
- Scritto da: Luisa Cotta Ramosino

### Trama
La signora Teresa, nel giorno del suo centesimo compleanno, fa una rivelazione alla televisione che sconvolge la popolazione: nel comune di San Candido esiste un tesoro rimasto nascosto fin dalla seconda guerra mondiale. Molti avventurieri arrivano così in paese e succede che la signora viene aggredita e la "caccia al tesoro" diventa una "caccia all'assassino". Nel frattempo a San Candido è arrivata la fidanzata di Vincenzo, Marcella, e il paese viene leggermente scompigliato dalla sua presenza. Marcella e Silvia diventano buone amiche; in seguito però Vincenzo confessa il suo tradimento.
- Citazione finale: "È l'animo che devi cambiare, non il cielo sotto cui vivi" (Seneca)
- Altri interpreti: Christian Burruano (Mattia), Andrea Dugoni (parroco), Miro Landoni (Prof. Giovanni Cremona), Camillo Milli (Lorenzo Cruveri), Giusy Valeri (Teresa), Giulia Vaccari (presentatrice del tg), Chiara Turrini (intervistatrice), Federico Bonaconza (Andreas), Nicola Baldoni (Nicola Baldoni), Beatrice Borgognoni (madre di Andreas)
- Ascolti Italia: telespettatori 5 466 000 – share 25,15%[4]

## Salvato dalle acque
- Diretto da: Enrico Oldoini
- Scritto da: Luisa Cotta Ramosino

### Trama
Una mattina Pietro sotto la sua palafitta sul lago di Braies, trova un bimba in una culla. Le ricerche della madre della piccola si intrecciano con le indagini su un omicidio avvenuto in una vicina area di sosta. Intanto il commissario e la veterinaria fanno da genitori temporanei alla bimba ritrovata. A fine puntata Marcella sorprende il suo fidanzato con una proposta.
- Citazione finale: "Ci sono più cose in cielo e in terra, di quante ne sogni la tua filosofia" (William Shakespeare - Amleto) - questa è la citazione letta, ma ne compare scritta una diversa (quella dell'episodio 9)
- Altri interpreti: Carla Juri (Nina), Clotilde De Spirito (Carmela, madre di Marcella), Emanuele Cerman (Gangster), Davide Gambarini (Gaetano Strozzi), Domenico Diele (Alberto, figlio del sindaco), Gianmarco Trevisanello (testimone), Adele Lisciotto (Rosa), Mario Rosso (Tobia)
- Ascolti Italia: telespettatori 6 434 000 - share 21,49%[5]

## Un salto nel vuoto
- Diretto da: Enrico Oldoini
- Scritto da: Francesca De Michelis

### Trama
Alla festa del paese tra le varie attrazioni vi è la possibilità di provare il bungee jumping in coppia. È su questa attrazione che un salto diventa un salto mortale, e successivamente si scopre un omicidio. Nonostante tutto la convivenza tra Vincenzo e le "sue" donne procede, e si prepara il matrimonio della coppia, dove la futura sposa chiede aiuto alla rivale. Giorgio, dopo aver appreso da Pietro le tecniche di arrampicata, sfida Mattia per la conquista di Chiara.
- Citazione finale: "Osservate più spesso le stelle. Quando avrete un peso nell'animo, quando vi sentirete tristi, intrattenetevi con il cielo. Allora la vostra anima troverà quiete" (Pavel Florensky)
- Altri interpreti: Igor Bonelli (Davide), Christian Burruano (Mattia), Andrea Lupo (socio in affari di Lorenzo), Adriano Braidotti (Tommaso Pirelli), Federica Citarella (Pia), Shari Fontani (Simona), Raffaele Esposito (Lorenzo Montini)
- Ascolti Italia: telespettatori 5 682 000 - share 22,70%[5]

## Il mostro del lago
- Diretto da: Enrico Oldoini
- Scritto da: Francesca De Michelis e Luisa Cotta Ramosino

### Trama
Numerosi animali esotici vengono avvistati in paese, creando scompiglio. Il tutto è connesso in qualche modo con la morte di un veterinario della zona. In questo episodio si attua la sfida tra Mattia e Giorgio, che rischia di trasformarsi in tragedia, se non fosse per l'intervento di Pietro. 
- Citazione finale: "Non c'è dolore in terra, che il cielo non possa guarire" (San Tommaso Moro)
- Altri interpreti: Igor Bonelli (Davide), Christian Burruano (Mattia), Ira Fronten (Monica Namboo), Giacinto Palmarini (Luca Sereni), Roberto Santi (Professore Gregorio Morin), Mahajo Koffi Kwami (Ben Namboo), Mariella Valentini (Martha Leitner)
- Ascolti Italia: telespettatori 6 613 000 -  share 23,09%[6]

## L'ape regina
- Diretto da: Enrico Oldoini
- Scritto da: Andrea Valagussa

### Trama
Nei pressi del paese, in un'azienda d'apicoltura, viene trovato un cadavere che a prima vista sembrerebbe di un suicida. Si scopre che la pistola che ha ucciso la vittima appartiene a Roccia. L’uomo è sempre più sospettato, soprattutto alla luce del rapporto "speciale" che lo lega con l'ex moglie del morto. Nel frattempo le preannunciate nozze sembrano sempre più lontane.
- Citazione finale: "E quando miro in ciel arder le stelle,dico fra me pensando che vuol dir questa solitudine immensa? Ed io chi sono?" (Giacomo Leopardi)
- Altri interpreti: Stefano Abbati (padre di Silvia), Andrea Dugoni (parroco), Manuela Gatti (Marianna Moroni), Gianluigi Fogacci (Renzani, il vignaiolo), Diego Casale (Walter, l'apicoltore), Franco Zadra (musicista 1), Alexander Brugnara (musicista 2)
- Ascolti Italia: telespettatori 5 967 000 - 24,52%[6]

## Il volo dell'aquila
- Diretto da: Enrico Oldoini
- Scritto da: Mario Ruggeri

### Trama
Un ragazzo con precedenti di guida in stato di ebbrezza è coinvolto in un incidente aereo. Nell'aereo vengono trovate anche alcune pasticche di droga. Nel frattempo il commissario e la veterinaria si riavvicinano per la nascita di un vitellino, e Claudia dà a Pietro un suo disegno raffigurante una croce; la sua idea è quella di scolpire tale croce per sostituire quella che è stata distrutta da un precedente temporale.
- Citazione finale: "Le stelle sono illuminate perché un giorno ognuno possa trovare la sua" (Antoine De Saint-Exupéry)
- Altri interpreti: Igor Bonelli (Davide), Filippo Scarafia (amico di Luigi), Nino D'Agata (Signor Gisalberti, padre di Luigi), Stefania Barca (Signora Gisalberti, madre di Luigi), Camilla Diana (Tamara, amica di Luigi), Angelo Lorusso (Luigi Gisalberti), Jonathan Borgogelli (Gunter Fried)
- Ascolti Italia: telespettatori 5 771 000 - 19.22%[7]

## La lacrima del gigante
- Diretto da: Enrico Oldoini
- Scritto da: Mario Ruggeri

### Trama
La "lacrima del gigante" è una pietra preziosa dolomitica, custodita da un orafo del paese. Purtroppo la pietra viene rubata e subito si cerca il colpevole. Poche ore prima Giorgio aveva scoperto Pietro e Claudia che stavano per baciarsi. La rabbia e l'amarezza per quello che considera un tradimento da parte di Pietro, di cui aveva cominciato a fidarsi, lo fa allontanare da tutti i buoni propositi che aveva fatto, tra cui quello di rendere pubblico il suo fidanzamento con la giovane Chiara, soprattutto a Roccia, il gelosissimo papà di lei. Il ragazzo aveva preso un medaglione d'oro e pietre, che conteneva una splendida foto della sua defunta zia Giulia, moglie di Pietro e sorella di Claudia, e voleva vendere il gioiello all'orafo che aveva in custodia il prezioso cimelio dolomitico. L'orafo, finito in ospedale dopo una rapina, testimonia contro Giorgio, che finisce in carcere, rompendo i rapporti con Chiara, i genitori e il mondo che lo circondava. Il padre, avvocato, però lo prende sotto la propria tutela legale, in un tentativo di riallacciare i rapporti con il figlio e la moglie. Vincenzo e Silvia sono alle strette, in una morsa d'insicurezza dettata dalla loro diversità e dalla precarietà del loro rapporto. Successivamente l'orafo si rimette dal colpo subito, e si scopre che il trauma cranico che aveva riportato era stato causato da un colpo inferto dalla giovane cameriera della sua famiglia, che aveva provato a violentare. L'uomo, colto in flagranza di reato è costretto a confessare, non senza difendersi accusando la ragazza di averlo colpito con la Lacrima del Gigante, e prendendosi anche un sonoro cazzotto in viso dal commissario. Giorgio viene rilasciato, potendo così finalmente riabbracciare i genitori e la fidanzata, dicendole che non ha smesso un istante di amarla. Silvia arriva a cavallo e si dichiara a Vincenzo, dicendogli che nemmeno lei vuole soffrire, e che anche lei vuole davvero costruire una storia insieme, per poter vivere davvero per sempre felici e contenti. Giorgio sta per tornare a Milano con i genitori, per sbrigare alcune formalità burocratiche derivate dalla denuncia, e dopo aver promesso a Chiara che sarebbe tornato subito da lei appena finito il processo, la bacia con passione, abbracciandola e stringendola a sé. Si toglie drammaticità alla scena con l'intermezzo comico di Roccia che, bloccato per un orecchio da sua sorella, voleva rovinare l'incanto ai due innamorati. Pietro, riappacificatosi interiormente per la scomparsa della moglie, finisce di scolpire la croce e va a posarla sul picco della montagna dove era avvenuta la tragedia, e incide su un sasso la scritta "Un passo dal cielo" come per dire che volendo si può riuscire a superare il proprio passato.
- Citazione finale: <nessuna>
- Altri interpreti: Igor Bonelli (Davide), Andrea Dugoni (parroco), Nino Fuscagni (Signor Forti, padre di Paolo), Roberto Laureri (Paolo Forti), Ilenia Lazzarin (amica di Paolo), Irina Munteanu (Tatiana), Giuseppe Catapanu (bracconiere), Riccardo Polizzy Carbonelli (Enrico Gualtieri)
- Ascolti Italia: telespettatori 5 331 000 - 20.54%[7]